# Bizeljsko
Bizeljsko je naselje u Općini Brežice u istočnoj Sloveniji. Bizeljsko se nalazi u pokrajini Štajerskoj i statističkoj regiji Donjoposavskoj. 

## Stanovništvo
Prema popisu stanovništva iz 2002. godine Bizeljsko je imalo 666 stanovnika.

### Etnički sastav
1991. godina:
- Slovenci: 647 (93,9%)
- Hrvati: 12 (1,7%)
- Albanci: 4
- Jugoslaveni: 3
- Srbi: 1
- nepoznato: 16 (2,3%)
- neopredijeljeni: 4
- regionalno opredijeljeni: 3

## Vanjske poveznice
- Satelitska snimka naselja  Arhivirana inačica izvorne stranice od 29. srpnja 2017. (Wayback Machine)